# Moeders wil is wet
Moeders wil is wet was een Nederlands radioprogramma, dat van 1949 tot 1974 door de KRO werd uitgezonden.
'Moeders wil is wet' werd 25 jaar lang geproduceerd en gepresenteerd door Mia Smelt. Begin jaren '70 nam Ingrid Drissen vaker de presentatie van Smelt, toen deze vanwege haar gezondheid vaker verstek moest laten gaan. 
Vaste onderdelen van het programma waren verzoekplaten, De groenteman, waarin de luisteraars kooktips kregen van tuinbouwvoorlichter Chris Neijzen, en andere huishoudelijke rubrieken. Het werd in de ochtenden uitgezonden, omdat dan volgens mevrouw Smelt huisvrouwen de meeste steun nodig hadden, aangezien zij dan alleen thuis waren.
Een artiest die regelmatig aan het programma meewerkte was Jules de Corte.